# Вільям Генрі Перкін (старший)
Ві́льям Ге́нрі Пе́ркін (старший) (англ. William Henry Perkin; 12 березня 1838 — 14 липня 1907) — британський хімік-органік. Народився у Лондоні, Велика Британія. З 1853 року — учень, а потім асистент Вільгельм Гофмана в Королівському хімічному коледжі в Лондоні. У 1884—1885 роках був президентом британського Товариства хімічної промисловості. Член Лондонського королівського товариства і Баварської академії наук. Отримав пурпурову фарбу мовеїн (1856) — один з перших синтетичних органічних барвників — і організував його виробництво; відкрив спосіб отримання ароматичних ненасичених (β-арилакрилових) кислот (1868). Досліджував залежність обертання площини поляризації світла в магнітному полі від структури сполуки. Батько Вільяма Генрі Перкіна-молодшого. Помер в Садбері, Мідлсекс, Велика Британія. Нагороджений королівською медаллю (1879), медалями Деві (1889) і Перкіна (1906).